# Bill Tilden
William Tatem („Bill”) Tilden (Philadelphia, Pennsylvania, 1893. február 10. – Los Angeles, Kalifornia, 1953. június 5.) amerikai teniszező. Az 1920-as, 1930-as években, a francia Suzanne Lenglen mellett a legkimagaslóbb a sportág történetében. Egy személyben megváltoztatta a tenisz jellegét: a gazdag vidéki úriemberek fehér hosszúnadrágos sportjából a mai világklasszis atléták küzdelmévé tette.
Az 1920-as éveket uralta, 1920 és 1926 között az amerikai csapatot hétszer vezette győzelemre a Davis-kupán, hétszer megnyerte az amerikai amatőr bajnokságot (mai US Open), ebből hatszor sorozatban, párosban ötször, vegyes párosban négyszer nyert. A US Open történetének több rekordját máig is ő tartja. Háromszor megnyerte egyéniben Wimbledont is. Híres volt szervájáról, amely állítólag a 163,3 mérföld/óra sebességet is elérte – ez azonban vitatott, hiszen ma Andy Roddick sokkal erősebb ütővel 155 mérföld/órás szervát tud ütni.
Közel 35 éven keresztül (az 1950-es évek közepéig) az addigi legjobb teniszezőnek számított. 1959-ben beválasztották az International Tennis Hall of Fame (Teniszhírességek Csarnoka) tagjai közé.
Bill Tilden megvetette a sportos életformát, és bár nem ivott, rengeteget dohányzott. A negyvenes években többször is börtönbe került, mivel fiatal fiúkkal kezdett szexuális kapcsolatot. Az egyik legellentmondásosabb alak volt az egyetemes sport történetében, botrányos magánélete, az ellene emelt vádak árnyékot vetettek kimagasló karrierjére.

## Eredményei Grand Slam-tornákon
(Bill Tilden eredményeit amatőrként, az open era előtt érte el)
- Roland Garros
  - Egyéni döntős: 1927, 1930
  - Vegyes páros bajnok: 1930
- Wimbledon
  - Egyéni bajnok: 1920, 1921, 1930
  - Páros bajnok: 1927
- Amerikai bajnokság
  - Egyéni bajnok: 1920, 1921, 1922, 1923, 1924, 1925, 1929
  - Egyéni döntős: 1918, 1919, 1927
  - Páros bajnok: 1918, 1921, 1922, 1923, 1927
  - Páros döntős: 1919, 1926
  - Vegyes páros bajnok: 1913, 1914, 1922, 1923
  - Vegyes páros döntős: 1916, 1917, 1919, 1921, 1924